# Rollhockey Club Wimmis
Der Rollhockey Club Wimmis (kurz: RHC Wimmis) ist ein Schweizer Rollhockeyverein aus der Gemeinde Wimmis im Kanton Bern. Der Club wurde am 27. Dezember 1975 gegründet und gehört zu den traditionsreichsten Rollhockeyvereinen der Schweiz. Die erste Mannschaft spielt in der höchsten Schweizer Liga, der Nationalliga A.

## Geschichte
Der RHC Wimmis wurde 1975 von einer Gruppe Eishockeyspieler gegründet, die auch im Sommer aktiv bleiben wollten. Ein Meilenstein war die Ausrichtung der 44. Rollhockey-Europameisterschaft im Jahr 2000 in der heimischen Rollhockeyhalle Herrenmatte, bei der Nationalteams aus acht Ländern teilnahmen.

## Erfolge
- Schweizer Meister (Nationalliga A): 2007
- Schweizer Cupsieger: 1988, 1996, 2005

## Teams und Nachwuchs
Der Verein betreibt neben der ersten Mannschaft auch ein zweites Herrenteam sowie mehrere Nachwuchsmannschaften in den Altersklassen U9 bis U20. Die Nachwuchsarbeit ist ein zentraler Bestandteil des Vereinskonzepts.

## Spielstätte
Die Heimspiele werden in der Rollhockeyhalle Herrenmatte in Wimmis ausgetragen. Die Halle war 2000 Austragungsort der Rollhockey-Europameisterschaft.